# MK 103航空機炮
萊茵金屬 MK 103 （“MK”- Maschinenkanone ）是一款德國生產的30毫米口徑機炮，主要在二戰期間安裝到戰鬥機上。它旨在成為一款可以同時承擔對空和對地火力的多用途武器，MK 103是由MK 101發展而來的。與 MK 101 相比，MK 103的射速更快，並且擁有比MK 101更高的初速。與 MK 101 不同的是，MK 103 使用彈鏈供弹，使得MK 103可以携帶更多彈藥。 MK 103 使用电擊發裝置而不是擊針擊發裝置。MK 103的機構與後座力與 MK 101 的不同之处在于前者在設計上结合了氣體和後座作用；射击后，气压用于解锁后膛，而后坐力則用于循环动作（弹出用过的彈殼并装载新的彈藥）。
由於使用了强度較低的鋼材和較輕的部件，MK 103 的机械结构相比之下不如 MK 101 坚固。为了消除這一缺陷，MK 103 使用了較少推進劑的 HE 彈藥，導致與 MK 101 相比損失了 100 m/s的初速，但射速有所提高。 MK 103 于 1943 年服役，作为 Hs 129 B-1 攻擊機的主要武器，安装在機腹的保形機炮吊舱中。
MK 103 最初被要求安裝到飛機的發動機外殼内，但是事實證明 MK 103 過重，無法被安装到像 Bf 109 這樣的小型战斗机中。如果安装在其他地方，例如機翼等，机炮後座作用的不对称力往往会使飞机的机头偏向一侧。 MK 103 在發動機外殼中安装中的已知機型是在 Do 335 和 Ta 152 C3 中。改進後的 MK 103M 可能可以安裝到例如 Bf 109K 等单引擎戰鬥機的發動機外殼中，但可能从未實現過。因此，MK 103 在很大程度上被限制为用于对付装甲车辆的空对地武器。
MK 103 的 HEHC 彈藥重量为330 g（12 oz）APCR 彈藥的重量則為和355 g（12.5 oz）。 APCR 的裝甲穿透能力為在300米（980英尺）的距離上穿透角度為60°的 42 - 52 mm（1.7 - 2.0 英寸）的均質裝甲鋼，或是在 300米（980英尺）的距離上穿透角度為90°的 75 - 95 mm（3.0 - 3.7 英寸）的均質裝甲鋼。
在战争后期，MK 103 也被用作陸基防空武器，通常為單聯裝或雙聯裝。它也是球狀閃電防空坦克的主武器。
與 MK 103 一同開發的還有更輕發 MK 108 航空機炮，它的炮管更短，并使用了改进的機構。它以相对较低的初速发射與 MK 103 相同的彈藥，但使用了較小的彈藥和較少的推進劑。较短的炮管使其適用性更强，因此使用范围更大。